# Manuel Gahete
Manuel Gahete Jurado (Fuente Obejuna, 5 de julio de 1957) es un escritor español, catedrático de Lengua y Literatura de Enseñanza Secundaria. 

## Biografía
Doctorado en Filosofía y Letras, es socio fundador del Ateneo de Córdoba y miembro de su Junta Directiva entre los años 1993-1997. Conferenciante, traductor, articulista y crítico, colabora en prensa y revistas especializadas. Su obra poética ha sido traducida al francés, inglés, italiano, rumano y al árabe.
Recibió la Fiambrera de Plata del Ateneo en 1990. Miembro numerario y director del Instituto de Estudios Gongorinos de la Real Academia de Córdoba. Cronista oficial de Fuente Obejuna y miembro de la Real Asociación Española de Cronistas Oficiales (RAECO) y de la Real Academia de Nobles Artes de Antequera. Vocal de intercambio científico de la Ilustre Sociedad Andaluza de Estudios Histórico-jurídicos y académico correspondiente de la Real Academia Vélez de Guevara de Écija.

## Publicaciones
Poesía
- Ir y volver de ti a mí siempre (Premio Searus de Poesía, 1984).
- Nacimiento al amor (Premio Ricardo Molina,1986, 2ª edición, 2013).
- Sortilegio (Premio Clarín, 1987, 2ª edición, 2015).
- Los días de la lluvia, 1987).
- Capítulo de fuego (Premio Miguel Hernández, 1989).
- Alba de lava (Premio Barro, 1990).
- Íntimo cuerpo (Premio Vila de Martorell, 1990).
- Ángel pagano (1990).
- Regreso a Mellaria (1991).
- Glosa contemporánea a Góngora (1992).
- Carne e cenere (Ed. bilingüe. Italia, 1992).
- Don de lenguas (1995).
- El cristal en la llama - Antología Abierta 1980-1995 (1995).
- Andenes (1997).
- Casida de Trassierra (1999).
- La región encendida (Premio San Juan de la Cruz, 2000).
- Poesía en la Bodega  (Córdoba, Arca del Ateneo, 2000). ISBN 84-88175-27-2
- Elegía plural (2001).
- Mapa físico (Premio Ángaro 2002).
- El legado de arcilla (XIV Premio de Poesía Mariano Roldán 2004).
- Mitos urbanos (Premio Ateneo de Sevilla, 2007).
- El fuego en la ceniza (Premio Fernando de Herrera, 2013).
- "Motivos personales" (Premios Aljabibe, 2014).
- La tierra prometida (Premio Carmen de Silva Velasco y Beatriz Villacañas, 2014)

Los reinos solares (Premio Salvador Rueda, 2014)
Ensayo
- Poesía medieval. Antología (1991).
- La cofradía de la Santa Caridad. Tradición y actualidad (1997).
- La oscuridad luminosa: Góngora, Lorca, Aleixandre (1998).
- Dossier de poesía joven cordobesa: Siete poetas neutrales (1998).
- Después de Paraíso (1999).
- Alonso Muñoz, el Santo (1999).
- Cuatro poetas: Recordando a Dámaso (2000).
- Textos con pretexto (Córdoba, Arca del Ateneo (2001).
- Fuente que mana y corre (2002).
- Andalucía pueblo a pueblo: Córdoba (2006). En colaboración con Antonio Gala.
- La acción y la palabra (2006).
- Rostros de mujer ante el espejo: Poética de la trasgresión (2007).
- Madrid del Cacho: Más allá del Derecho (2009).

Teatro
- Cristal de mariposas (Premio Nacional de Teatro Corto Barahona de Soto, [1983]).
- "Triste Canción de cuna ([1986]).

Literatura infantil y Juvenil
- Ángeles de colores (León, Everest, 2002). Con ilustraciones de Ana Ortiz Trenado.